# レイトン・クラークソン
レイトン・クラークソン（Leighton Clarkson, 2001年10月19日 - ）は、イングランド・ランカシャー州ブラックバーン出身のサッカー選手。スコティッシュ・プレミアリーグ・アバディーンFC所属。ポジションはMF。

## クラブ経歴
2019年にリヴァプールFCのトップチームに昇格。ユース時代はスティーヴン・ジェラードの教えを受けてきた。2019年12月17日のEFLカップのアストン・ヴィラFC戦でプロデビュー。以降もU-23リーグなどで経験を積み、2020年11月20日のプレミアリーグのレスター・シティFC戦にベンチ入りし、更にUEFAチャンピオンズリーグ (CL)のメンバーにも帯同。12月9日のCLのFCミッティラン戦に先発起用され90分間フル出場。試合は1-1に終わるも、試合後にクラークソンは｢夢が実現した｣と充実感を振り返った。
2021年8月16日、ブラックバーン・ローヴァーズFCにシーズン終了までレンタル移籍。2022年1月にレンタルを打ち切り、アバディーンFCにレンタル移籍。2023年6月15日に完全移籍となり、4年契約を結んだ。